# Felicitas Hoppe

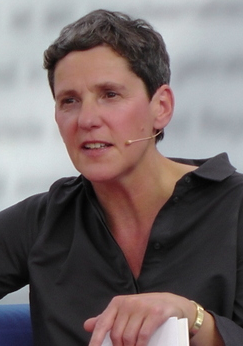
Felicitas Hoppe (2012)

Felicitas Hoppe (* 22. prosince 1960, Hameln) je německá spisovatelka, laureátka ceny Georga Büchnera za rok 2012.

## Biografie
Narodila se jako třetí z pěti dětí v německém Hamelnu. Po maturitě studovala na vícero univerzitách, nejenom v Německu, literární vědu, rétoriku, religionistiku, ruštinu a italštinu. Vedle toho pracovala jako jako lektorka němčiny v jazykových školách, či v Goethe-Institutu.
Od úspěchu své prvotiny, sbírky krátkých povídek Picknick der Friseure (1996, Piknik kadeřníků), za kterou získala Cenu aspekte pro nejlepší německojazyčný debut roku, se živí jako spisovatelka na volné noze.
Felicitas Hoppe ráda cestuje, poznává nové kraje a tyto zkušenosti pak přenáší i do své prózy. V roce 1997 podnikla z Hamburku cestu kolem světa. Roku 2000 se společně s německo-rumunským spisovatelem Richardem Wagnerem zúčastnila projektu „Literaturexpress“, v rámci nějž cestovala z Lisabonu do Moskvy. Dále navštívila Indii (Dilí, Kalkatu, či Bombaj), západní Afriku, Indonésii, Filipíny, Ukrajinu či Rusko.
Žije v Berlíně.